# Пјетрето (Ливорно)
Пјетрето је насеље у Италији у округу Ливорно, региону Тоскана.
Према процени из 2011. у насељу је живело 177 становника. Насеље се налази на надморској висини од 126 м.